# Moulinet, Alpes-Maritimes
Moulinet är en kommun i departementet Alpes-Maritimes i regionen Provence-Alpes-Côte d'Azur i sydöstra Frankrike. Kommunen ligger  i kantonen Sospel som ligger i arrondissementet Nice. År 2022 hade Moulinet 253 invånare.

## Befolkningsutveckling
Antalet invånare i kommunen Moulinet
Referens: INSEE